# かんたん

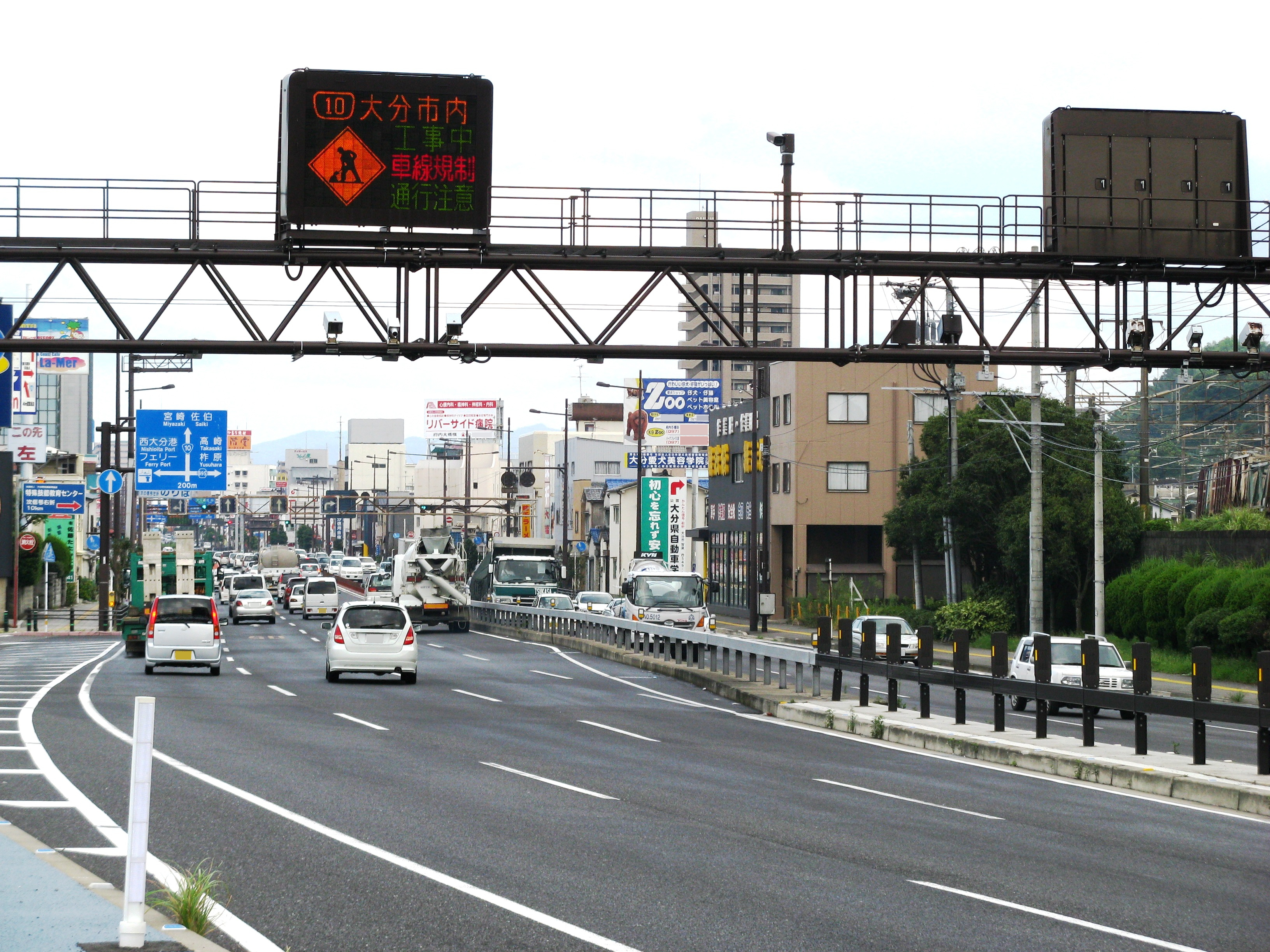
かんたん付近の国道10号（2008年）。右折標識板の下に大分信用金庫西大分支店（大分市浜の市1-3-34）の看板が見える。左側の道路案内標識は当時のもの。案内標識の表示県道695号は2017年時点で県道696号に修正されている。

かんたん（菡萏、英語: Kantan）は、大分県大分市の西大分駅の北西約200-300 mにある一帯を指す地名。住居表示上では生石港町2丁目の一部となっているが、「かんたん地区」という通称も用いられている。

## 地理
西大分駅の北西約200-300 mにあり、祓川の河口周辺にあたる。国道10号（別大国道）が地域内を通っており、かんたんという交差点がある。

## 歴史
この地区を含む祓川河口および流域の一帯は古くから、現行地名と同じく、生石と呼ばれた。一方、この地区が面する別府湾は菡萏湾の別名でも呼ばれたが、「菡萏」は開きかかった蓮の花を指し、U字型に開く別府湾の形状から名づけられたとされる。享和3年（1803年）に完成した『豊後国志』には、神宮寺浦（春日浦）の別名が菡萏湊であるとの記述があり、菡萏はかつて春日浦を含む漠然とした地域を指していたとされる。
1884年（明治17年）にはこの地区に近代的港湾が完成し、菡萏港と名づけられた。菡萏港の完成後には遊廓が立ち並び、時期によって変動はあるが、貸席が24、5軒から30軒あった。最盛期には約200人ほどの遊女がいた。これらの遊廓は約130年間続き、1958年（昭和33年）の売春防止法施行後には、貸間や旅館に転業した。だが、多くがその後、民家やアパート等に転用されたり、解体され更地になったりしている。
「“かんたん”みなとまちづくり」が、平成18年度手づくり郷土賞（地域活動部門）受賞。平成29年度同賞大賞。

## 交通
大分駅から大分交通（路線バス）の別大線（大分駅 - 別府北浜 - 亀川 - 関の江）、国大線（大分駅 - 別府北浜 - 亀川 - 国東）、鉄輪線（大分駅 - 別府駅 - 鉄輪温泉）、APU線（大分駅前 - 別府北浜 - 亀川 - APU）などの各路線で「かんたん」停留所、下車。
地区内に鉄道駅はないが、国道10号をはさんだ内陸側に九州旅客鉄道（JR九州）日豊本線の西大分駅がある。
かんたんには、かつて大分交通別大線（路面電車）の菡萏停留場が存在していたが、別大線の廃止に伴い1972年（昭和45年）4月5日に廃止された。菡萏停留場は起点区間側の複線区間（併用軌道部）と単線区間（専用軌道部）の分かれ目であり、タブレット交換が行われていた（北緯33度14分52.6秒 東経131度34分48.0秒 / 北緯33.247944度 東経131.580000度）。現在は路線バスによる運行が行われており、上述の別大線・国大線・鉄輪線でおおむね20分間隔で運行されている。

## 施設
- かんたん交差点
- かんたんバス停（大分交通）
- 萬葉歌碑公園[13]
- かんたん港園・かんたんサーカス[14][15]（生石5丁目に所在。）
- マリーナ大分
- 生目神社
- 松の湯

### かつて存在した施設
- 大分交通別大線：菡萏停留場
- 菡萏遊郭 - 生石港町2丁目6,7,8,9番付近[16]に遊郭跡が多くみられる。[要出典]